# برنار زیگلر
برنار زیگلر (به فرانسوی: Bernard Ziegler) (زادهٔ ۱۲ مارس ۱۹۳۳ – درگذشتهٔ ۴ مهٔ ۲۰۲۱) معاون ارشد پیشین مهندسی شرکت ایرباس بود.
برنار زیگلر در بولونی سور سن فرانسه زاده شد. نخستین شغل زیگلر خلبانی جنگنده در نیروی هوایی فرانسه بود. او در جنگ الجزایر شرکت داشت و دو بار مدال گرفت. این مدال‌ها عبارت بودند از نشان شوالیه ملی لیاقت، مدای دو لائرونوتیک، کروا دو لا والر میلیتر و افیسیه دو لا لژیون دونور.